# ГЕС Котмале
ГЕС Котмале — гідроелектростанція у Шрі-Ланці. Знаходячись між ГЕС Верхня Котмале та ГЕС Вікторія, входить до складу каскаду у сточищі найбільшої річки країни Махавелі (впадає до Бенгальської затоки на східному узбережжі острова біля Тринкомалі). Друга за потужністю гідроелектростанція країни.
У межах проєкту Котмале-Оя (права притока Махавелі) перекрили кам'яно-накидною греблею із земляним ядром висотою 87 метрів та довжиною 600 метрів. Вона потребувала 4,3 млн м3 матеріалу та утримує водосховище з площею поверхні 13,7 км2 і об'ємом 174 млн м3 (корисний об'єм 154 млн м3), в якому припустиме коливання рівня в операційному режимі між позначками 665 та 703 метри НРМ.
Зі сховища прокладено дериваційний тунель довжиною 7 км з діаметром 6,2 метра, який виходить у долину Махавелі нижче від впадіння Котмале-Оя. Тунель сполучений із запобіжним балансувальним резервуаром висотою 142 метри та переходить у напірний водовід довжиною 0,5 км зі спадаючим діаметром від 5,55 до 4,8 метра.
Споруджений у підземному виконанні машинний зал обладнали трьома турбінами типу Френсіс потужністю по 67 МВт, які працюють при номінальному напорі у 202 метри (максимальний напір до 231 метра). Це обладнання повинне забезпечувати виробництво 445 млн кВт·год електроенергії на рік.
Відпрацьована вода по відвідному тунелю довжиною 0,6 км транспортується у Махавелі.
Видача продукції відбувається по ЛЕП, розрахованій на роботу під напругою 220 кВ.
Окрім виробництва електроенергії, гідрокомплекс відіграє важливу роль у функціонуванні іригаційної системи, зокрема, накопичений у сховищі ресурс використовують для проєкту Полголла. У межах останнього між греблями станцій Котмале та Вікторія спорудили водозабірну греблю Полголла, яка спрямовує ресурс у дериваційний тунель до ГЕС Уквела (40 МВт) та далі на зрошення.